# 鲍里斯·戈东诺夫

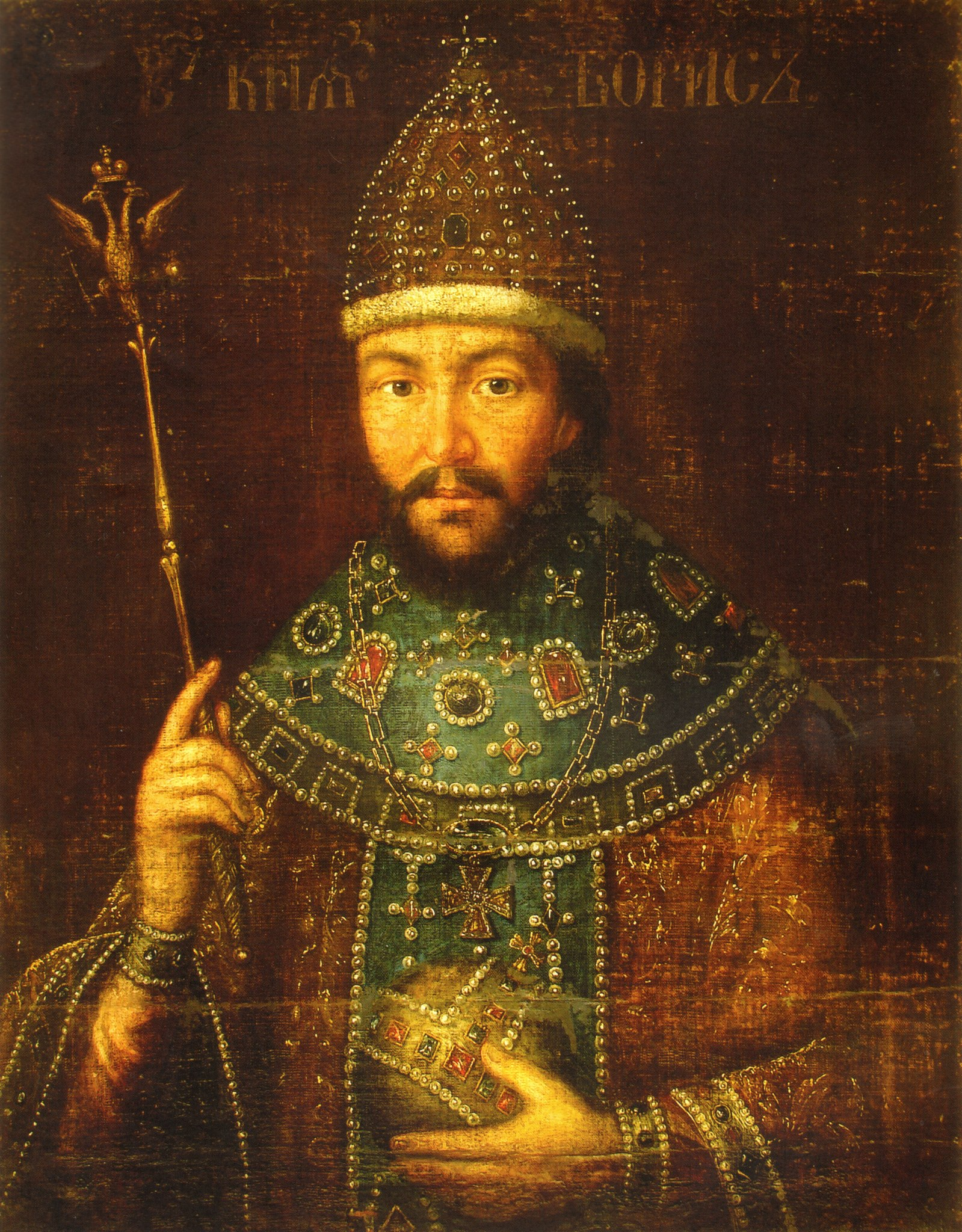
鲍里斯·戈东诺夫

鲍里斯·费奥多罗维奇·戈东诺夫（羅馬化：Boris Fyodorovich Godunov；1552年—1605年4月23日），也譯作高篤諾夫、戈杜諾夫、郭都諾夫、郭德諾夫，俄国沙皇，於1598年－1605年間在位。
鞑靼贵族出身。曾经侍奉过伊凡雷帝。他妹妹伊琳娜·戈东诺娃嫁给伊凡雷帝的幼子费奧多尔·伊万诺维奇。费奥多尔身体有病，智力不健全，因此大权被戈东诺夫所掌握。1598年费奧多尔去世，无子嗣。留里克王朝灭亡。全俄缙绅会议推举戈东诺夫为俄罗斯沙皇。
戈东诺夫继承伊凡雷帝遗志，停止与波兰的战争，在北方向瑞典发动战争，扩大了波罗的海出海口。向东继续侵略西伯利亚汗国，南方与克里米亚汗国交战，修建了一系列要塞城市。他推进俄罗斯农奴化进程，规定如果一个自由人为他人工作满六个月以上，就沦为这个人的奴仆。还公布逃亡农奴的追捕期限为五年。后發生三年大饑荒，約2百萬人，相當於全國三分之一人口餓死，在位末期俄罗斯不斷發生农奴起义。
1604年波兰利用留里克王朝后嗣德米特里·伊萬諾維奇死亡疑案，支持偽德米特里一世入侵俄国。
1605年戈东诺夫去世，其子费奥多尔即位，不久被杀死。其后偽德米特里一世在波兰支持下自立为沙皇。
俄国文豪普希金將戈东诺夫的一生改编为戏剧，并由作曲家穆索尔斯基再改编成歌剧。